# Gigaset Communications
Gigaset Communications GmbH è una multinazionale tedesca con sede a Monaco di Baviera. L'attività principale è la produzione di telefoni senza fili, fissi ed accessori.

## Storia
Gigaset Communications è stata fondata il 1º ottobre 2005, quando la società Arques Industries tramite private equity ha acquisito l'80,2% di Siemens Home and Office Communication Devices GmbH & Co. KG (SHC) di Siemens AG.

## Produzione
- Telefoni fissi: telefoni analogici dal marchio "EUROSET".
- Telefoni cellulari: smartphone basati sul sistema operativo Android con interfaccia ''Gigaset UI''
- Telefoni senza fili: specializzata in tecnologia DECT, Gigaset offre una vasta gamma di telefoni cellulari (900 MHz, 2.4 GHz e DECT), e telefoni ISDN.
- Telefoni VoIP: sia fissi che senza fili.
- Prodotti a banda larga: modem ADSL, gateway, router WLAN, access point e accessori senza fili.
- Home Media.
- Tablet (QV830 e QV1030).